# 舒利亞夫卡站
舒利亞夫卡站（羅馬化：Shuliavska  （ⓘ））是基輔地鐵斯維亞托申-布羅瓦雷線的一個車站，開通於1963年11月5日，站名取自於基輔的舒利亞夫卡區。車站舊名布爾什維克工廠站（Завод "Більшовик"）。

## 外部連結
- Kyivsky Metropoliten — Station description and photographs （乌克兰語）
- Metropoliten.kiev.ua — Station description and photographs （俄文）
- mirmetro.net （页面存档备份，存于） - photos and description.（俄文）